# Culicoides onderstepoortensis
Culicoides onderstepoortensis är en tvåvingeart som beskrevs av Konrad Fiedler 1951. Culicoides onderstepoortensis ingår i släktet Culicoides och familjen svidknott. Inga underarter finns listade i Catalogue of Life.